# 菊姬 (上杉景勝正室)
菊姬（1563年—1604年3月16日）是武田信玄的六女（一說指是信玄的五女。還有出生年是永祿元年（1558年）的説法），母親是油川夫人。上杉景勝的正室。別名是阿菊御料人、甲斐御前、甲州夫人。院號為大儀院。沒有兒子。

## 生涯
永祿6年（1563年）出生。母親油川夫人是油川信守的女兒。同母的兄弟姐妹有仁科盛信、葛山信貞、松姬（亦有說法指信玄的三女真理姬的母親是油川夫人）。
天正3年（1575年），兄長武田勝頼在長篠之戰中敗給織田信長以後，武田家的勢力就開始大幅地衰退，為了與上杉家結為同盟共同抵抗信長，天正7年（1579年）菊姬嫁給上杉景勝，兩家締結了甲越同盟。婚約成立之時正值景勝與上杉景虎爭位而爆發的御館之亂。根據『甲陽軍鑑』記載，菊姬與景勝成立婚約之前曾與長島一向宗願証寺的僧人有婚約。
嫁入上杉家後被稱為甲州夫人和甲斐御寮人，力行質樸儉約並才貌兼具的菊姬深受上杉家的家臣們敬愛，第2代藩主上杉定勝（景勝的庶長子）以後歴代的藩主們都對在謙信時代鬥爭的武田家非常尊重。（武田家滅亡時，因為與菊姬有親戚關係而逃到上杉家的信玄七男（或說是六男）武田信清（菊姫的異母弟）的子孫作為上杉藩主親族的高家眾筆頭而被優待著，一直持續到幕末。還有真理姬的孫兒上松賴母義次亦因為母親是信玄的外孫而與母親一同受到上杉家登用（『上杉家御年譜』））
天正17年（1589年）9月，豐臣秀吉發動小田原征伐之際，命令持有1萬石以上的大名都要把妻女送往京都逗留3年。菊姫在同年12月與丈夫景勝一同上洛，此後，在京都伏見的上杉邸宅死去為此都是人質身份。上杉家在慶長3年（1598年）從越後國被轉封至陸奥會津120萬石，菊姫並沒有進入過會津和關原之戰敗北後上杉家被移封到的米澤。在京都時，與諸大名和公家眾的妻女以互通音信和贈答的方式交流，天正18年（1590年）6月，把三種三荷獻給當時的准三宮勸修寺晴子和勸修寺晴豐夫妻（『晴豐記』天正18年6月21日条）。根據『妙心寺史』記載，菊姬在妙心寺歸依並跟隨南化玄興研修佛法。後來在南化死去之後，由南化的法弟海山元珠繼續擔任導師。文祿4年（1595年）9月，與景勝一起移往伏見的屋敷居住。直江兼續正室阿船亦移到伏見邸居住。
慶長8年（1603年）冬天臥病，翌年（1604年）2月16日在上杉家伏見的屋敷中死去（歷史作家楠戶義昭根據米澤的鄉土史家的説法，在自身的著書中把菊姬的死因寫成自殺，亦有小説和一部份解説書對於菊姬的死因採用菊姫自殺説和菊姫憤死説，不過這種説法在實際上並沒有研究者說過，而這種根據史料亦有很多不明之處，因此不能被當作史實）。得年42歲。知道菊姫死訊後，景勝和上杉家家臣們都十分悲痛，在『上杉家御年譜』中記述為「無限的悲嘆」（悲歎カキリナシ）。
法名為大儀院殿梅岩周香大姉。墓所在京都妙心寺龜仙庵（現隣華院）。後年在米澤林泉寺建立墓碑。

## 人物
- 勸修寺晴豐擔任景勝和朝廷之間的聯絡，除了教授裝束的方法外，還與公家眾有特別深的交流。在菊姫上洛後的『晴豐記』中，可以看到從天正18年、19年至到文祿3年正月、7月、10月，菊姫與晴豐夫妻有贈答等親密的交流。天正19年1月、晴豐開茶會並邀請景勝一行人，景勝在茶會後喝了很多酒，喝醉了並當場嘔吐。此後景勝數次邀請晴豐參加茶會，晴豐都以身體不適為理由拒絕，翌月菊姫向晴豐的妻子贈送50尾鮒魚（『晴豐記』天正19年2月10日条）。

- 關於菊姬與景勝關係，受到江戶中期成立的軍記物『奥羽永慶軍記』影響，有說法指景勝是男同性戀者和有厭女症，所以兩人夫婦本身關係非常疏遠（『奥羽永慶軍記』中明確記述了景勝喜好男色而討厭女性，不過可信性成疑），但是沒有史料證明景勝喜好男色和厭惡女性。當代能證明兩人的夫婦關係的史料直到現在亦未被認同，所以實際上不清晰的地方有很多。但是從殘留下來的記錄中判斷，景勝對菊姫這位正室有一定的敬意和關懷。所以景勝被認為是終生都對菊姬抱有好意和敬意的。

- 慶長8年（1603年），在豐臣秀賴和千姬婚禮之際上洛的景勝，直至翌年8月21日都滯留在伏見，在此期間的2月，與從米澤趕來的義弟武田信清一同前往探病。在『上杉家御年譜』記載，為了探病的信清急著上洛（『米澤武田氏系圖』、『歷代古案』‧『上杉編年文書』、直江兼續書状亦記述菊姬的重病和上洛的事）；而景勝為了讓菊姫痊癒則招募名醫和前往神社佛閣祈願，在菊姫死後非常悲傷（。還有說法指在米澤林泉寺建立菊姬的墓碑的時期是在景勝的時期，但是沒有能成為証據的第一手史料或任何準確的史料，因此這個說法完全沒有根據）。

- 關於菊姬之死另有一說：其因得知上杉景勝暗地納四辻公遠的女兒為妾並懷孕，失意的菊姬在妒憤中自殺。

- 歌舞伎其中一個項目『本朝廿四孝』中的女主角「八重垣姬」是以菊姫為雛型。

## 登場作品
書籍
- 戰國女系譜（毎日新聞社、楠戶義昭（日语：楠戸義昭）著）

小説
- 阿菊御料人―景勝的正室（光文社、阿井景子（日语：阿井景子）著）

電視劇
- 女人風林火山（日语：おんな風林火山）（1986年、TBS、演：伊藤和枝）
- 風林火山（2007年、NHK大河劇、演：八木優希）
- 天地人（2009年、NHK大河劇、演：比嘉愛未）

漫畫
- 旅途遙遙―歷史漫畫 菊姬・作為甲州夫人的生涯（北泉社、高橋雅美（日语：高橋まさみ）作）
- 花之君參見 上杉景勝室・菊姬（秋田書店、河村惠利（日语：河村恵利）作）